# Фукуокський метрополітен
Фукуокський метрополітен (яп. 福岡市地下鉄) — система ліній метро в місті Фукуока, Японія. Метрополітен відкрився 26 липня 1981 року.
В місті 33 підземні, 1 наземна та 1 естакадна станція. Всі станції обладнані дверима що відділяють платформу від потяга.
На Лініях 1 та 2 ширина колії 1067 мм, на Лінії 3 1435 мм. Лінія 1 та Лінія 2 мають спільну ділянку 8,5 км.
В системі використовуються шестивагонні потяги що живляться від повітряної контактної мережі. 

## Історія
Після згортання в 1970-х роках руху трамваїв, в місті виникла потреба в будівництві метро. У 1973 році був затвержений
проект будівництва, яке почалося у 1975 році. Початкова ділянка відкрита у 1981 році складалася з 7 станцій та 5,8 км. Лінія 3 відкрита у 2005 році, не має прямої пересадки на лінії 1 та 2.

## Лінії
- Лінія 1 (помаранчева) — 13 станцій та 13,1 км.
- Лінія 2 (блакитна) — 7 станцій та 4,7 км.
- Лінія 3 (зелена) — 16 станцій та 12 км. Будується розширення лінії на 2 станції, відкрити які планують у 2020 році.

## Режим роботи
- Працює з 5:30 до 23:30. Інтервал руху в годину пік 3-4 хвилини, решта часу 4-9 хвилин.

## Галерея

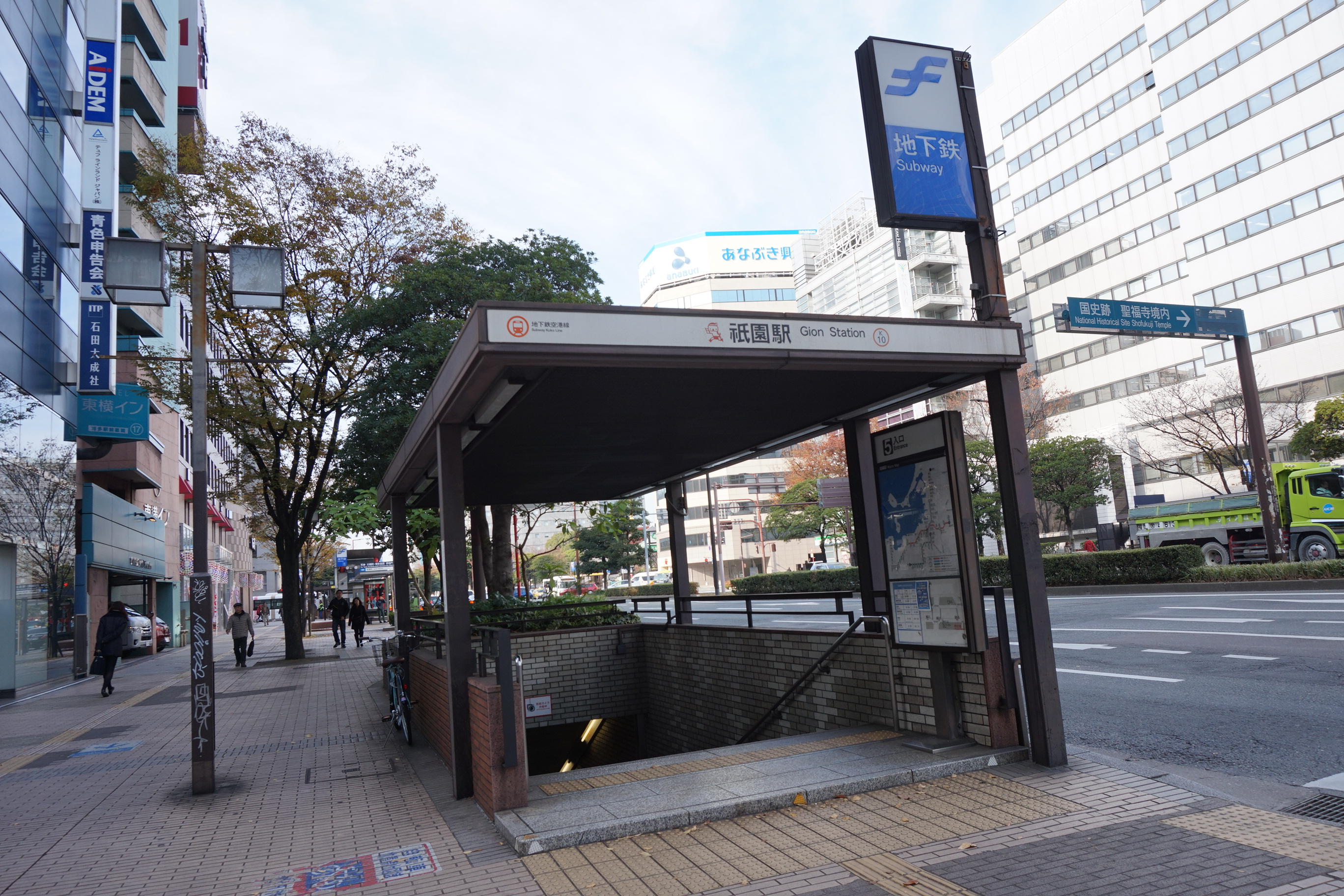
Вихід зі станції Gion
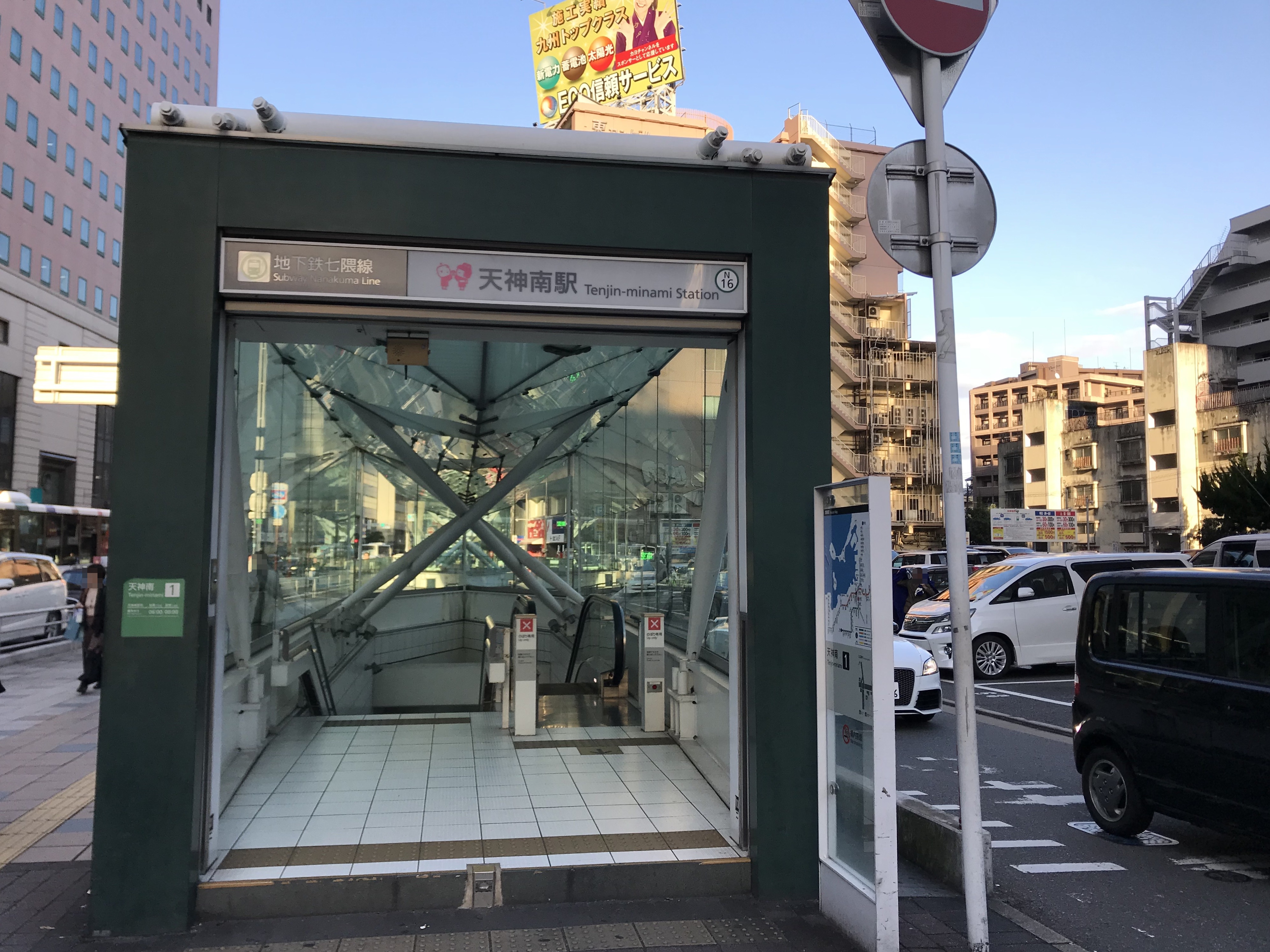
Вихід №1 зі станції Tenjin-Minami
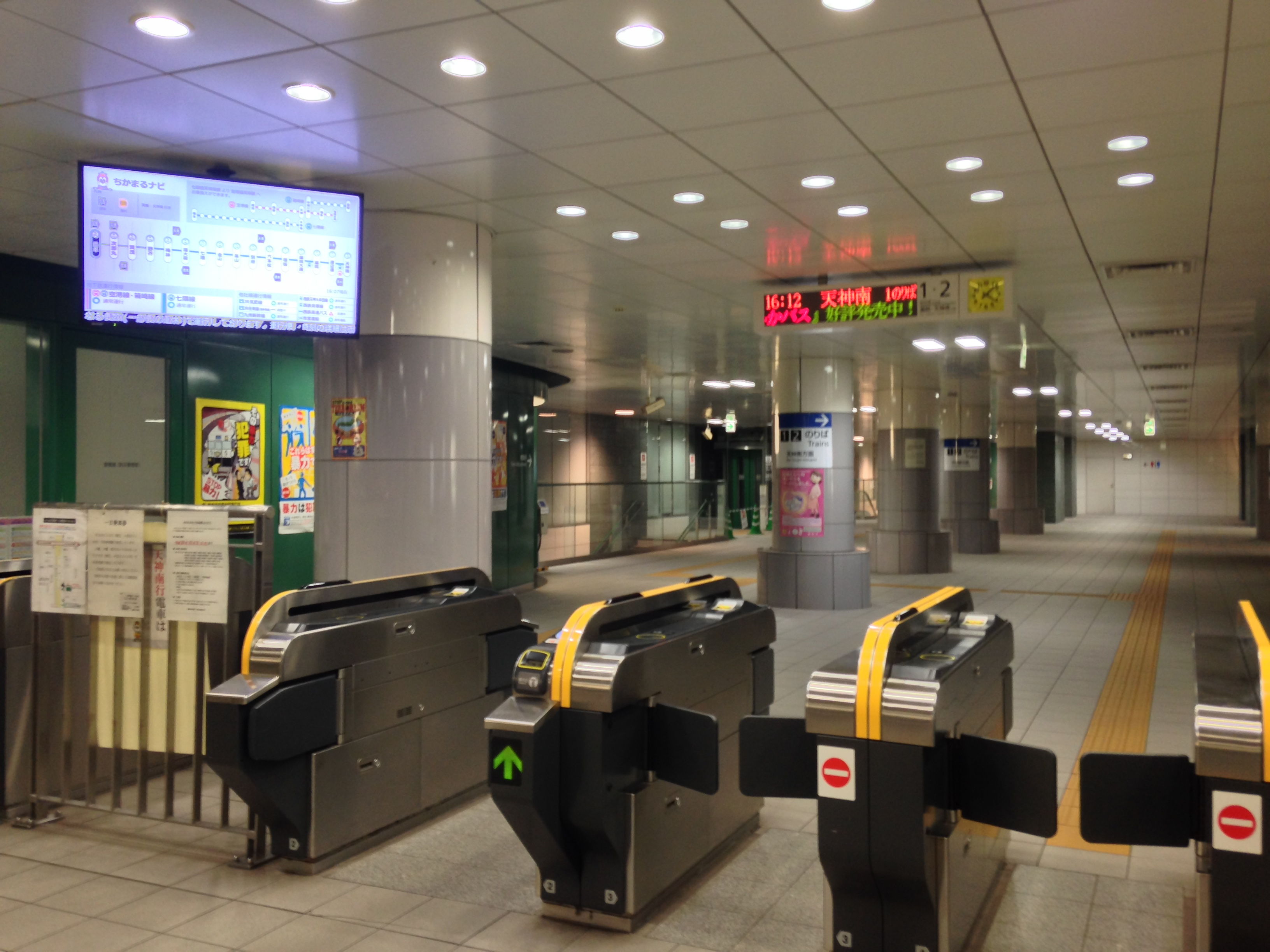
Турнікети на станції Hashimoto
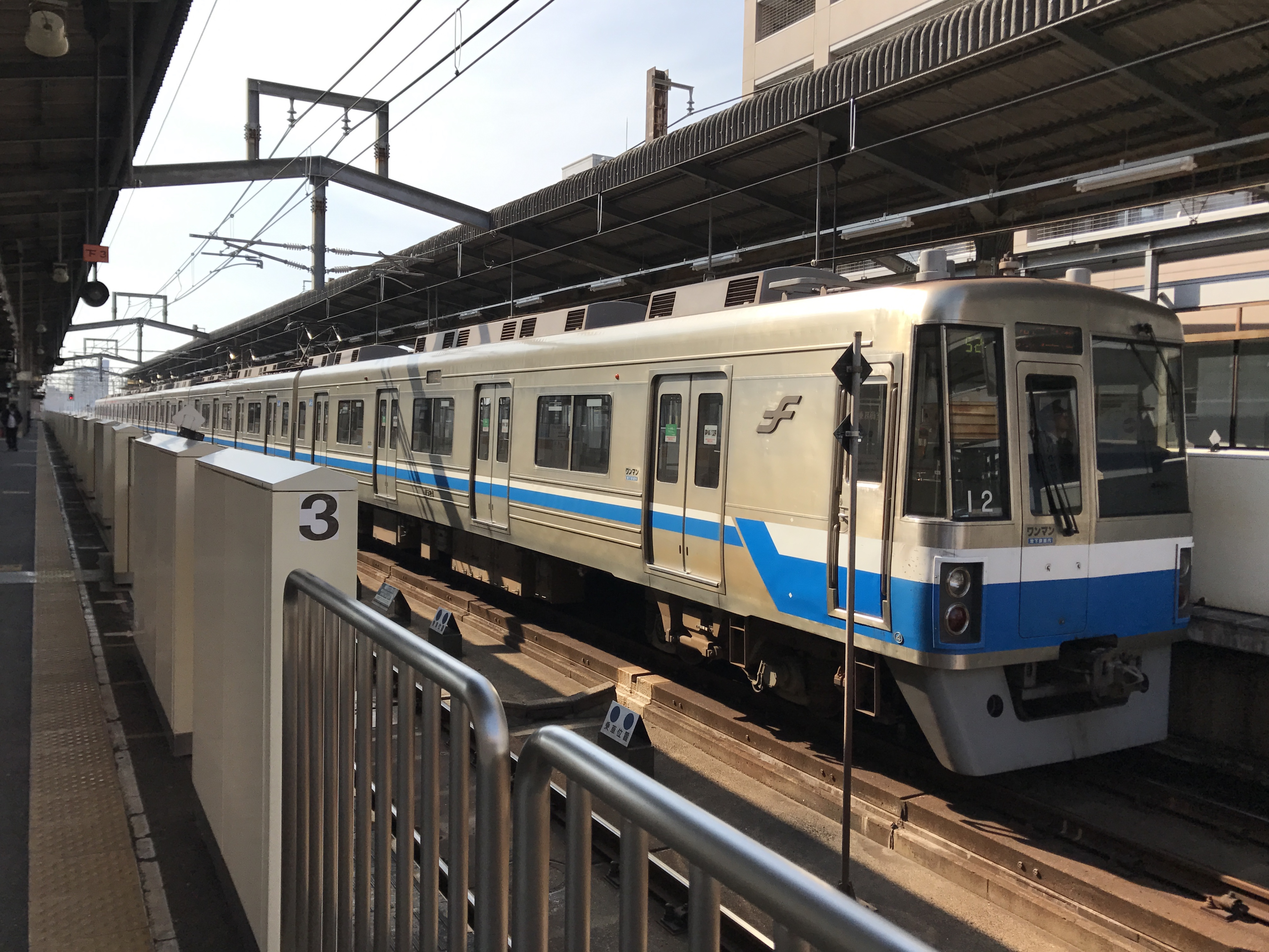
Потяг на естакадній станції Meinohama
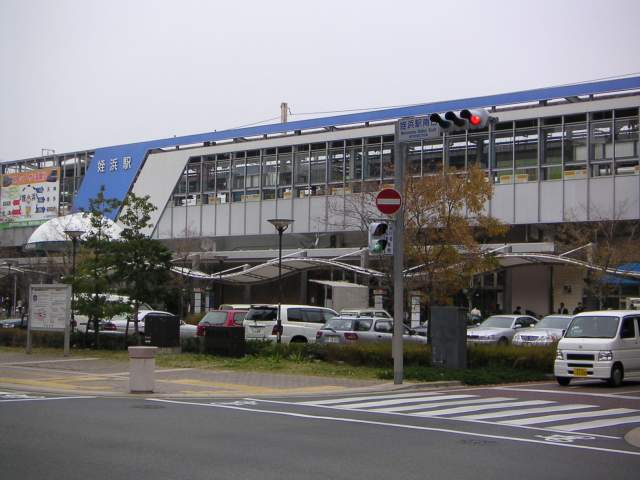
Естакадна станція Meinohama
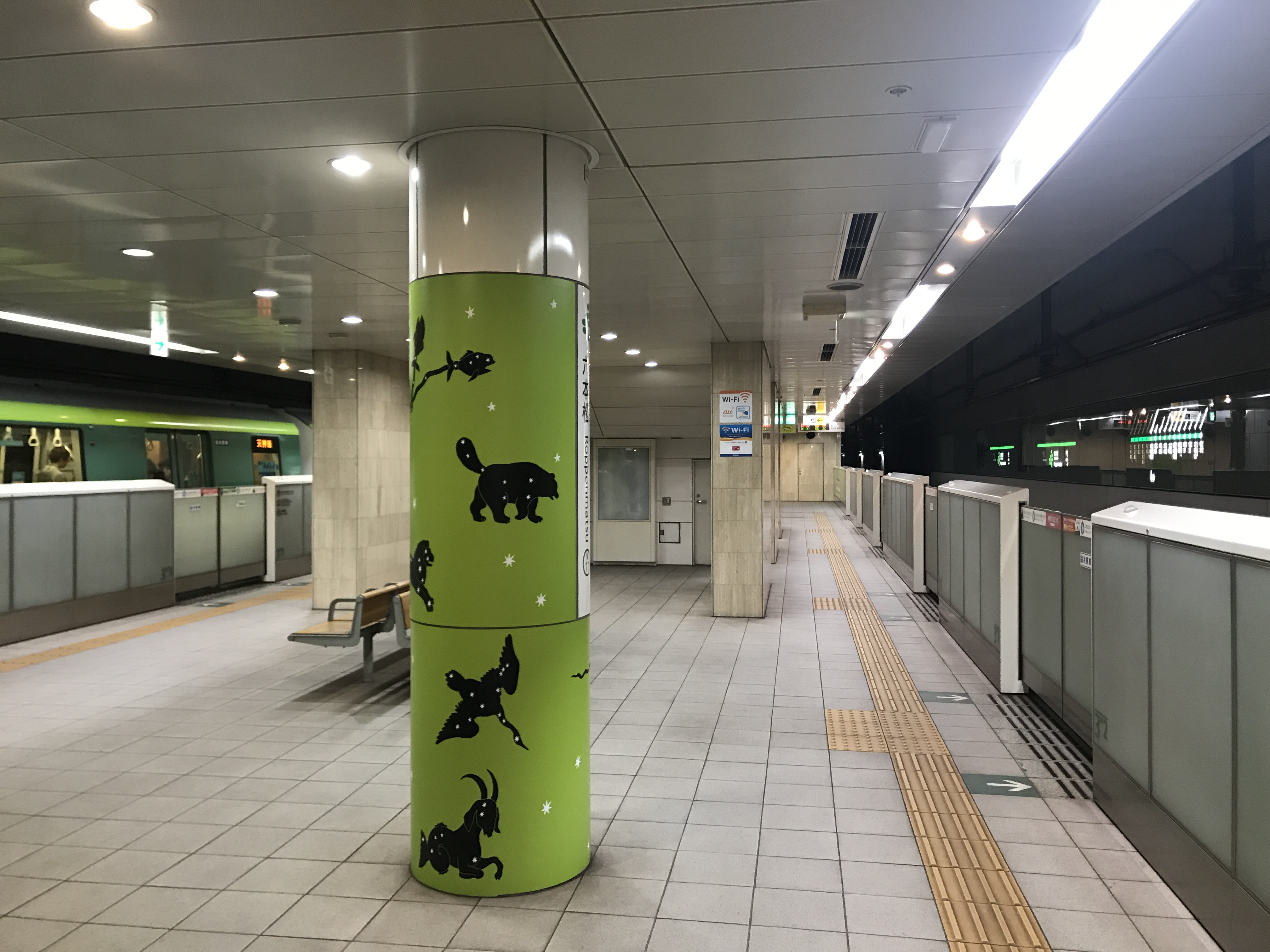
Платформа станції Roppommatsu
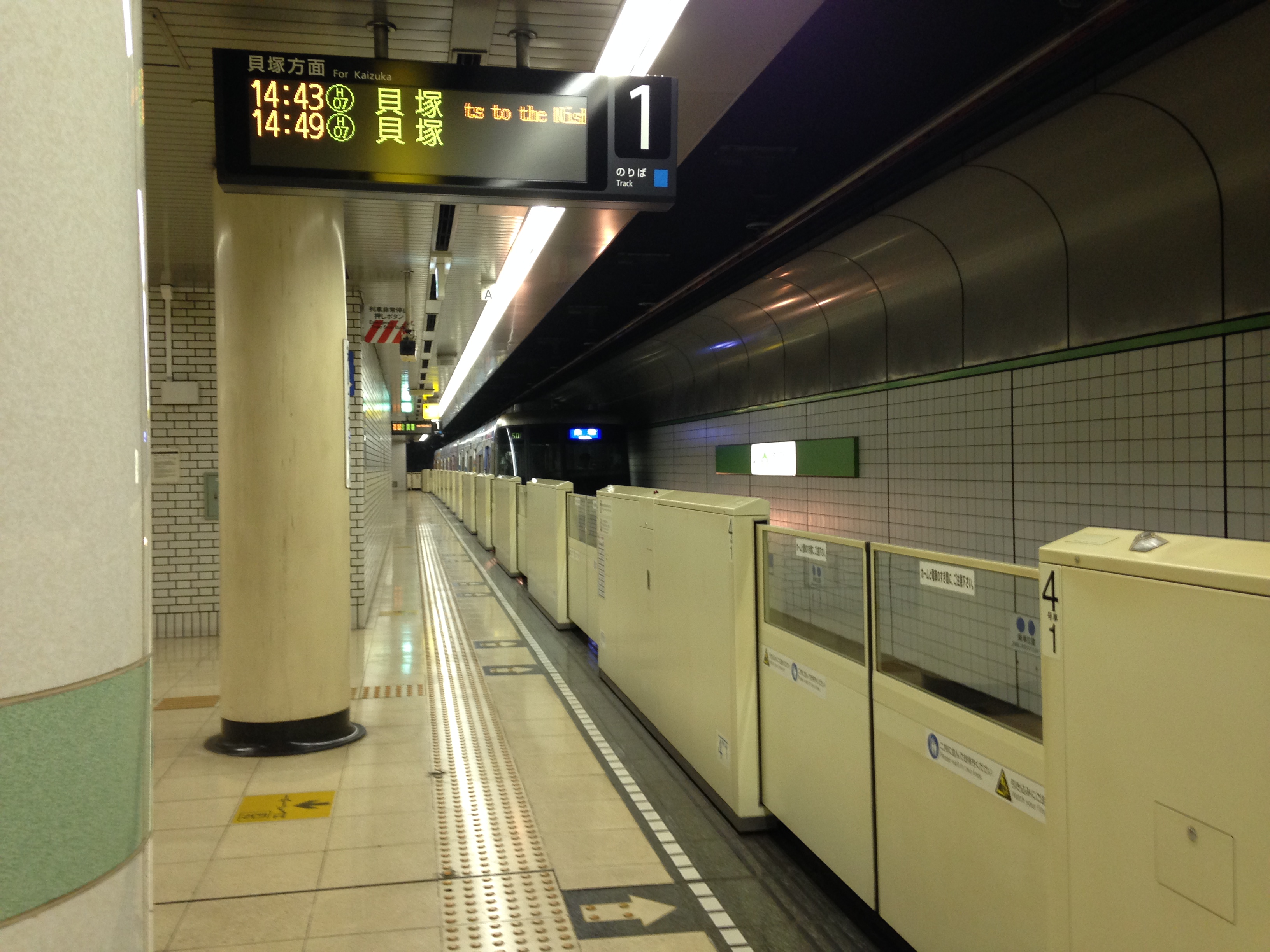
Платформа станції Hakozaki-Kyudaimae
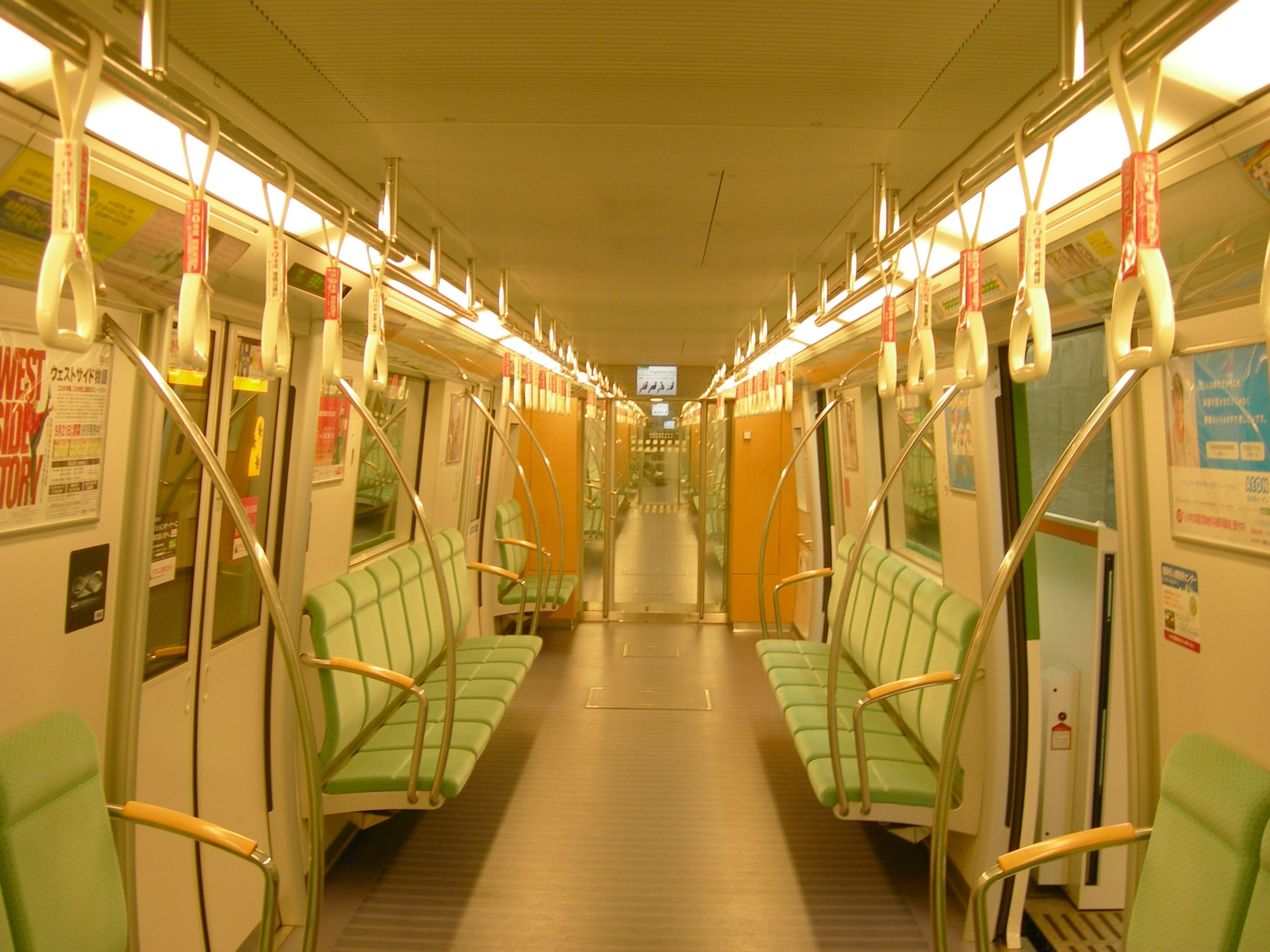
Всередині вагона серії 3000